# Hypaeus porcatus
Hypaeus porcatus là một loài nhện trong họ Salticidae.
Loài này thuộc chi Hypaeus. Hypaeus porcatus được Władysław Taczanowski miêu tả năm 1871.